# Гослар (район)
Го́слар (нем. Goslar) — район в Германии. Центр района — город Гослар. Район входит в землю Нижняя Саксония. Занимает площадь 965 км². Население — 137,9 тыс. чел. (2013). Плотность населения — 143 человека/км².
Официальный код района — 03 1 53.
Район подразделяется на 13 общин.

## Города и общины
1. Гослар (50 780)
2. Бад-Гарцбург (21 788)
3. Зезен (19 436)
4. Клаусталь-Целлерфельд (12 712)
5. Лангельсхайм (11 816)
6. Либенбург (8281)
7. Браунлаге (6072)
8. Луттер (2389)
9. Альтенау (1630)
10. Вальмоден (950)
11. Вильдеман (928)
12. Хахаузен (819)
13. Шуленберг (291)

(30 сентября 2013)